# Chipping Norton
Chipping Norton is een civil parish in het bestuurlijke gebied West Oxfordshire, in het Engelse graafschap Oxfordshire, ongeveer 20 km van Banbury.
In het stadje staat de kerk van St Mary the Virgin, die werd gebouwd omstreeks de 12e eeuw.
Autoshowpresentator Jeremy Clarkson woont in Chipping Norton.

## Geboren in Chipping Norton
- Geoffrey Burbidge, Brits-Amerikaans natuur- en sterrenkundige (1925-2010)
- Wentworth Miller (1972), Brits-Amerikaans acteur

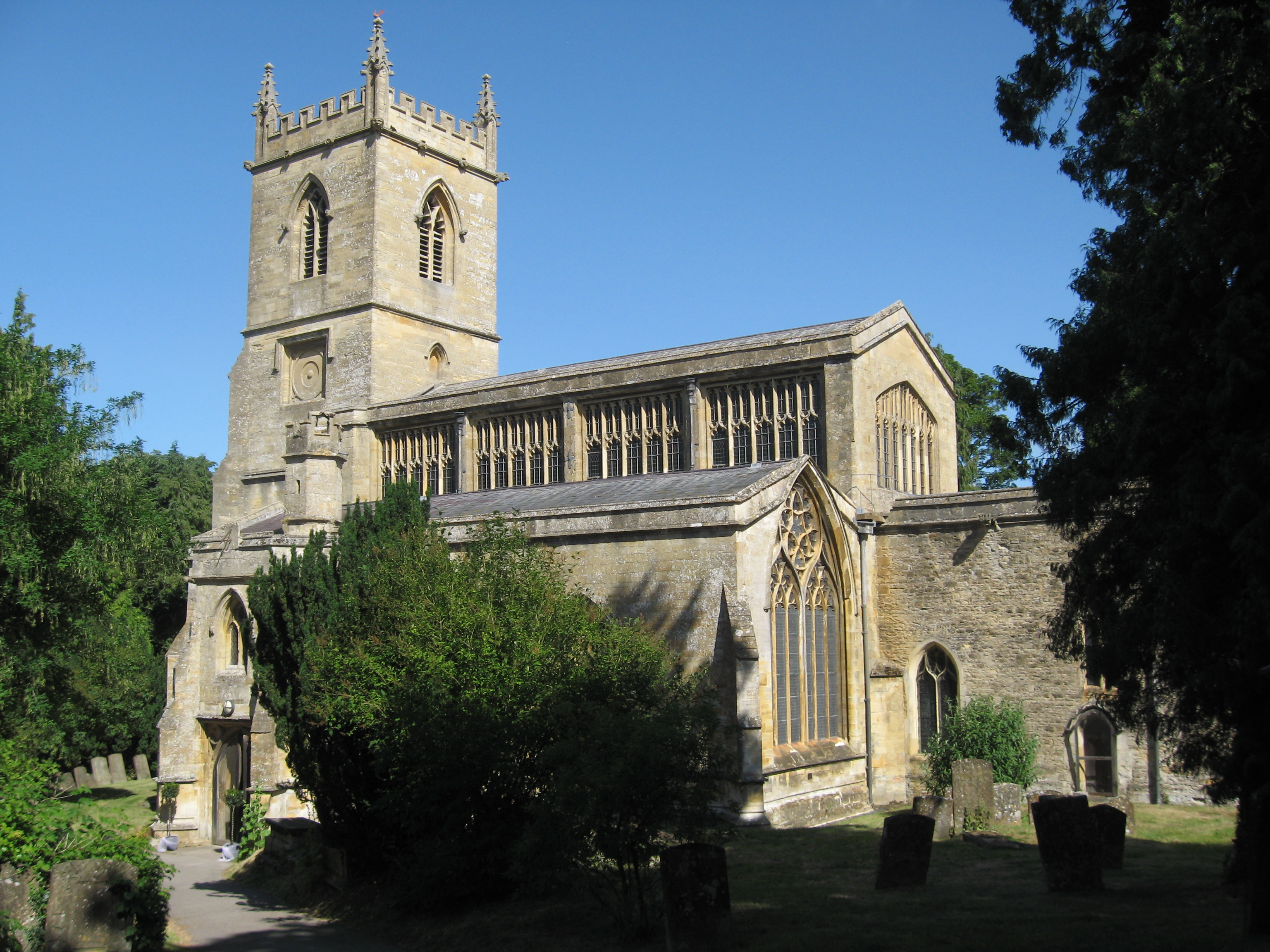
St Mary the Virgin, een 15e-eeuwse kerk

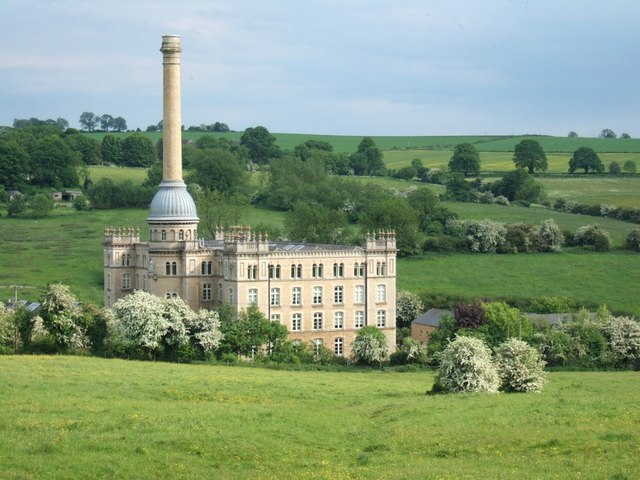
Bliss Mill, een 19e-eeuwse textielfabriek, nu een appartementencomplex